# Torino Esposizioni
Torino Esposizioni je pokrita dvorana v Torinu, Italija, namenjena predvsem sejmom. Zgrajena je bila leta 2001.
Na XX. zimskih olimpijskih igrah je bila pomožno drsališče za številne hokejske tekme. Sprejme lahko 4320 gledalcev.